# Potentilla polyphylla
Potentilla polyphylla är en rosväxtart som beskrevs av Nathaniel Wallich. Potentilla polyphylla ingår i Fingerörtssläktet som ingår i familjen rosväxter.

## Underarter
Arten delas in i följande underarter:
- P. p. himalaica
- P. p. interrupta
- P. p. miranda